# Pierre Grégoire
Pierre Grégoire (Vichten, 9 de novembre de 1907 - Ciutat de Luxemburg, 8 d'abril de 1991) fou un polític, periodista i escriptor luxemburguès, membre del Partit Popular Social Cristià (CSV). Abans de passar a la política a temps complet, va escriure per al diari Luxemburger Wort.
Abans de la Segona Guerra Mundial, va organitzar el desenvolupament del precursor del CSV, el Partit de la Dreta, juntament amb Jean Baptiste Esch amb qui també va dirigir conjuntament el suplement cultural Rundschau. Va ser diputat des de 1946 en endavant, i secretari general del partit des de 1952 fins a 1960. Va ser membre del Consell d'Europa des de 1956.
També va ocupar diversos càrrecs al govern luxemburguès: ministre de l'Interior, Religió, Arts i les Ciències i Transports de 1.959 a 1.964, i després ministre d'Assumptes Culturals, Educació i Administració Pública a partir de 1964 en endavant. De 1969 a 1974 va ser president de la Cambra de Diputats.

## Obres literàries
Entre altres:
- 1935- Stein, Gregor (Grégoire, Pierre), Berge, Seen und Sehnsucht. Die heiter-traurige Geschichte einer Wienerfahrt Saint-Paul (Éditions) (alemany)
- 1946- Grégoire, Pierre, Der Spötter und sein Schattenbild. Vignetten von Nico Schneider (alemany)
- 1949- Stein, Gregor (Grégoire, Pierre),Die Spiegelmenschen. Dramatische Fiktion in 3 Akten (alemany)
- 1953- Stein, Gregor (Grégoire, Pierre), Zweiunddreißig Anekdoten ohne tiefere Bedeutung(alemany)
- 1960- Stein, Gregor (Grégoire, Pierre),... zu bekennen Geist und Herz. Die lyrische Ernte (poesia) (alemany)
- 1978- Grégoire, Pierre Invocations méridiennes, ou, Les Souffrances sublimées (francès)
- 1987- Grégoire, Pierre, Analecta I. Das Lesebuch meines Lebens(alemany) (francès)
- 1988- Stein, Gregor (Grégoire, Pierre), Analecta II. Mein liebstes Lesebuch (alemany) (francès)
- 1989- Grégoire, Pierre, Analecta III. Mein letztes Lesebuch (alemany) (francès)
- 1990- Grégoire, Pierre, Analecta IV. Mein hellstes Erzähl-Buch (alemany)